# Estação Paracambi
Paracambi é uma estação de trens metropolitanos localizada no centro do município de Paracambi, no Grande Rio, Estado do Rio de Janeiro. É operada pela SuperVia.

## História

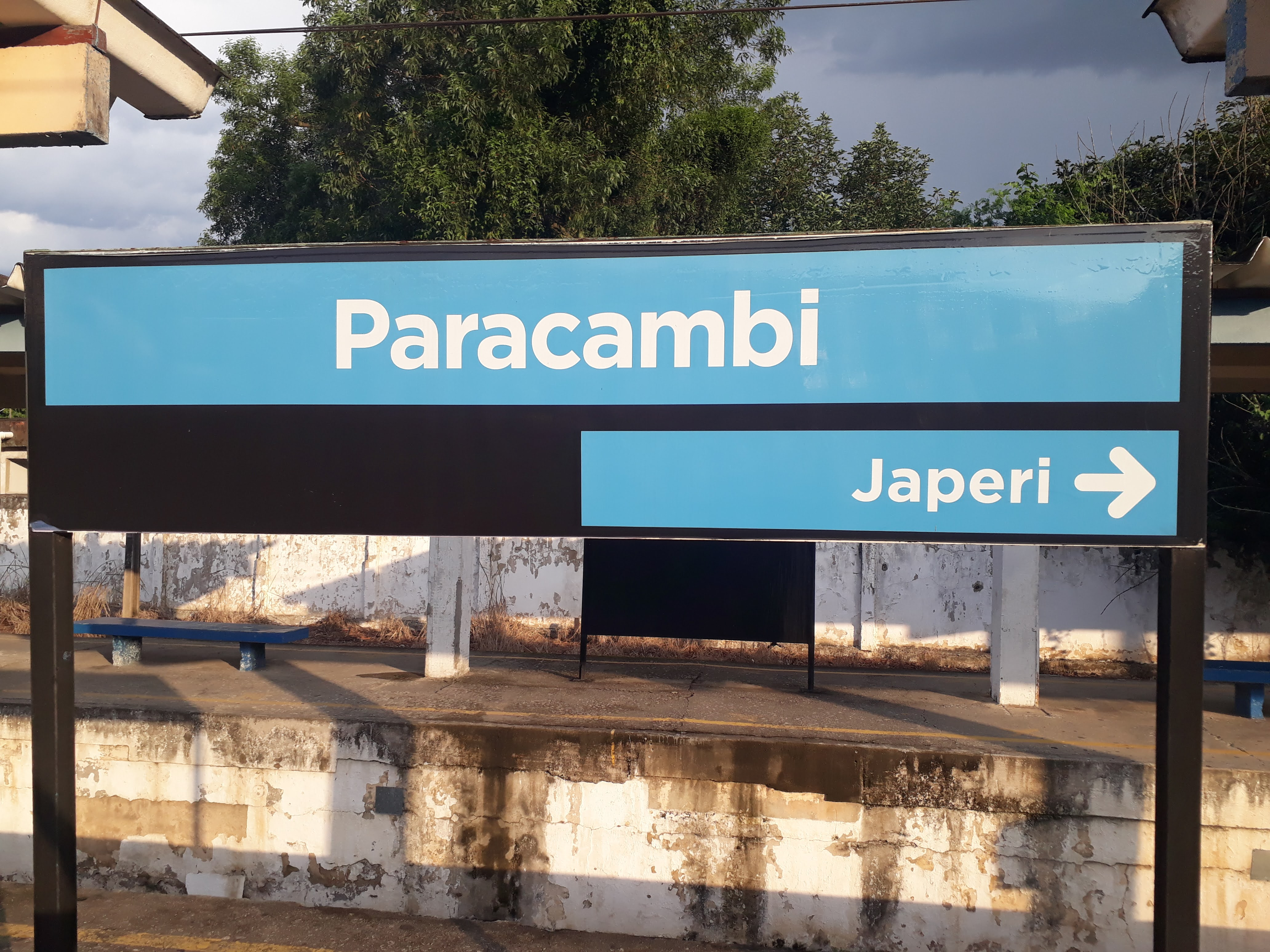
Placa Paracambi

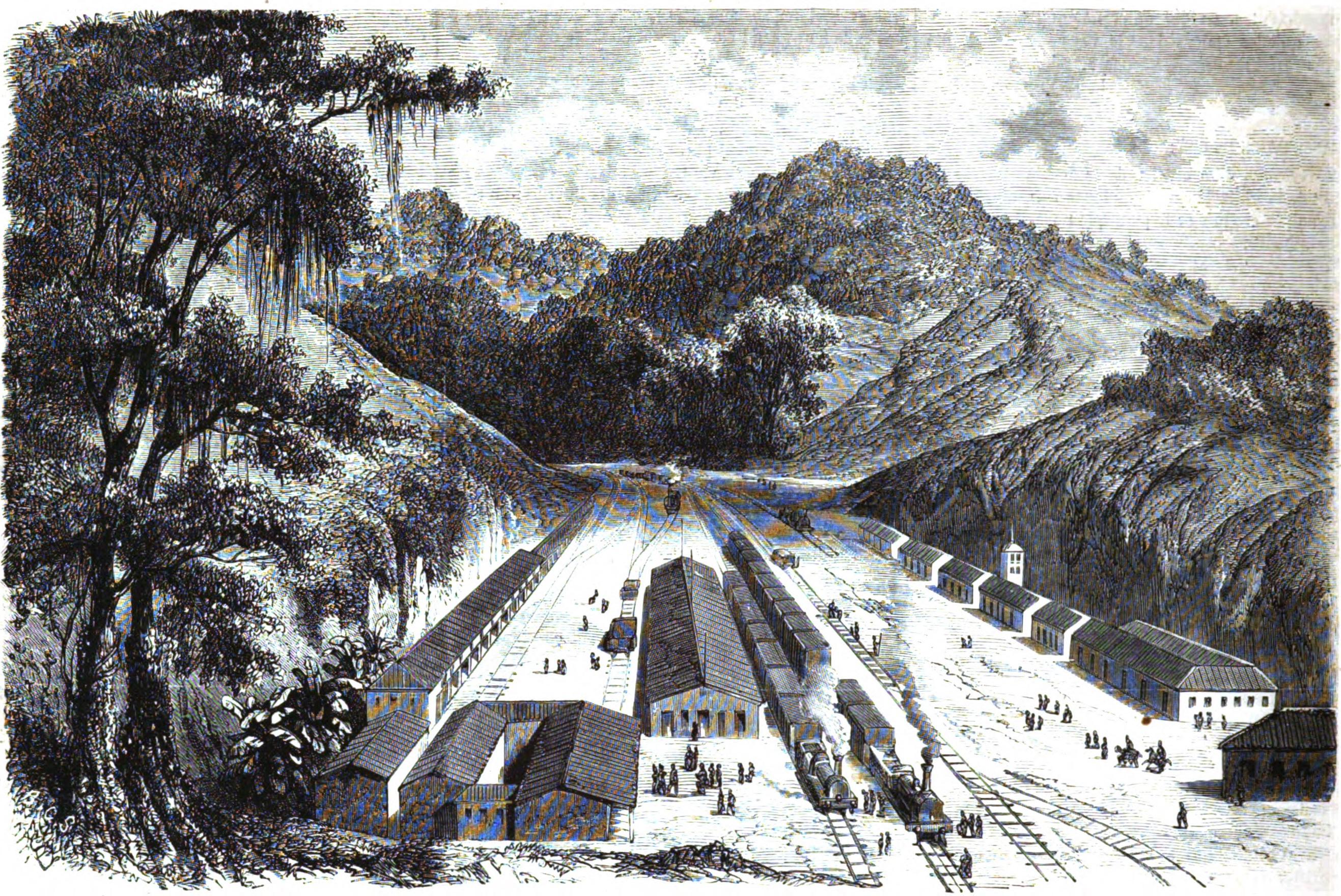
Inauguração da Estrada de Ferro Dom Pedro II: vista da estação de Macacos (atual Paracambi).

A estação de Macacos (primeira denominação da estação) foi inaugurada em 1861 pela Estrada de Ferro Dom Pedro II como terminal do atual ramal Paracambi. Na primeira década do Século XX passou a ser chamada de Paracambi (Memória Histórica da EFCB, 1908, p. 517). Ainda, entre os anos 1940 e 1960 chamou-se Tairetá. Na Década de 1960 tornou a se chamar Paracambi, nome no qual permanece até os dias atuais.
No ano de 1948 o ramal recebeu a eletrificação, com uma viagem inaugural que continha a presença do então Presidente da República, Eurico Gaspar Dutra para a estação.
A estação funciona até hoje para os trens metropolitanos gerenciados pela Supervia, que têm a concessão desde 1998. Trens para Paracambi saíam direto da estação de Dom Pedro II, sem necessidade de baldeação em qualquer estação do sistema, por muitos anos. Atualmente há que baldear em Japeri, para uma composição que trafega apenas no ramal.
A linha do ramal não terminava em Paracambi, depois da estação de Paracambi a mesma seguia mais 1 Km em direção a fábrica Brasil Industrial (Indústria Têxtil Inglesa construída ainda no tempo do império) pela Avenida dos operários. Durante muito tempo os trens da Central seguiam até a fábrica, sendo depois substituídos por bondes puxados a burro e posteriormente elétricos, e depois suprimidos. A Brasil Industrial fechou nos anos 90. No ano de 2002 foi adquirida pela Prefeitura Municipal de Paracambi e hoje é um grande polo educacional do Estado do Rio de Janeiro, abrigando diversas instituições de ensino como: Instituto Superior de Teconologia, FAETEC, CEDERJ e o Instituto Federal de Educação. A estação possuía um pátio que servia à carga e passageiros tanto para as diversas indústrias da cidade (como a siderúrgica Lanari) como ao depósito central de munições do exército, batalhão paiol que substituiu o paiol de Deodoro após a explosão deste. Este pátio foi dividido pela metade e teve suas linhas arrancadas nos anos 1990; o mesmo se estendia onde hoje fica a praça em frente a estação (Victor de Almeida e Silva, 20 de março de 2009).

## Localização e Acessos
A estação terminal Paracambi fica em frente à Praça Cara Nova, no Centro. Nessa praça, encontram-se a maioria dos pontos finais dos ônibus intermunicipais e alguns municipais. Nos arredores, localizam-se a Câmara Municipal, a Prefeitura, o Fórum do município, agências bancárias, supermercados, um hotel e lojas comerciais.

## Plataformas
Plataforma 1 e 2B: Trens com destino a Japeri
Plataforma 1A: Não é utilizada 

## Fonte
- Max Vasconcellos: Vias Brasileiras de Comunicação, 1928;